# لیسبت لونکوئیست
لیسبت لونکوئیست (انگلیسی: Lisbet Lundquist؛ زادهٔ ۲۵ مارس ۱۹۴۳) بازیگر اهل دانمارک است.
از فیلم‌ها یا سریال‌های تلویزیونی که وی در آن نقش داشته‌است، می‌توان به روزهای آرام در کلیشی و واحد سیار اشاره کرد.